# Séglien
Séglien (tiếng Breton: Seglian) là một xã ở tỉnh Morbihan trong vùng Bretagne tây bắc Pháp. Xã này có diện tích 38,36 km², dân số năm 1999 là 709 người. Khu vực này có độ cao từ 123-248 mét trên mực nước biển.
Cư dân của Séglien danh xưng trong tiếng Pháp là Ségliennais.